# Jean Wadoux
Jean Wadoux, né le 29 janvier 1942 à Saint-Pol-sur-Ternoise (Pas-de-Calais), est un athlète français, spécialiste des courses de demi-fond. Il restera licencié essentiellement au Racing club de France et est un grand ami de Michel Jazy, dont il fut présenté un temps comme le successeur.

## Biographie

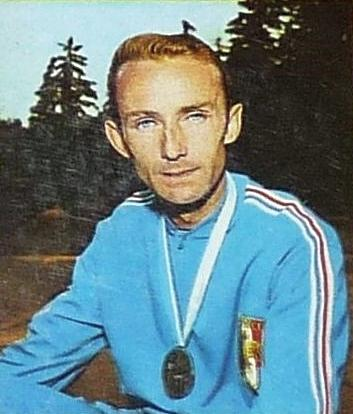
Jean Wadoux vice-champion d'Europe en 1971.

Jean Wadoux remporte le titre du 1 500 m des Jeux méditerranéens de 1963, à Naples en Italie.
En 1970, à Colombes, il établit la meilleure performance mondiale de l'année sur 1 500 m en 3 min 34 s 0, améliorant le record d'Europe de Michel Jazy.
Il atteint deux finales aux Jeux olympiques, en 1964 à Tokyo (1 500 m) et en 1968 à Mexico (5 000 m).
En 1971, à 29 ans, il décroche la médaille d'argent du 5000 m des championnats d'Europe d'Helsinki, devancé par le Finlandais Juha Väätäinen.
Il remporte huit titres de champion de France sur piste : six sur 1 500 m de 1965 à 1970, et deux sur 5 000 m en 1968 et 1971. Il est par ailleurs champion de France de cross en 1968 et 1972.
Sur le plan professionnel, il réussit le concours d'inspecteur du Trésor et est nommé en 1968 sur un poste localisé à Montlouis, dans les Pyrénées, non loin du centre d'entraînement de Font-Romeu (*).

## Distinctions
- Chevalier de la Légion d'honneur (2003).

## Palmarès

### International
| Date | Compétition                | Lieu      | Résultat | Épreuve | Performance    |
| ---- | -------------------------- | --------- | -------- | ------- | -------------- |
| 1963 | Jeux méditerranéens        | Naples    | 1er      | 1 500 m | 3 min 54 s 4   |
| 1964 | Jeux olympiques            | Tokyo     | 9e       | 1 500 m | 3 min 45 s 4   |
| 1965 | Coupe d'Europe des nations | Stuttgart | 2e       | 1 500 m | 3 min 48 s 0   |
| 1966 | Championnats d'Europe      | Budapest  | 7e       | 1 500 m | 3 min 44 s 5   |
| 1968 | Jeux olympiques            | Mexico    | 9e       | 5 000 m | 14 min 20 s 8  |
| 1969 | Championnats d'Europe      | Athènes   | 6e       | 1 500 m | 3 min 41 s 7   |
| 1970 | Coupe d'Europe des nations | Stockholm | 3e       | 1 500 m | 3 min 42 s 6   |
| 1971 | Championnats d'Europe      | Helsinki  | 2e       | 5 000 m | 13 min 33 s 60 |

- 34 sélections en équipe de France A, de 1962 à 1971 (et 2 en juniors)

### National
- Championnats de France d'athlétisme :
  - vainqueur du 1 500 m en 1965, 1966, 1967, 1968, 1969 et 1970.
  - vainqueur du 5 000 m en 1968 et 1971
- Championnats de France de cross-country :
  - vainqueur en 1968 et 1972
- Cross des As du Figaro
  - vainqueur en 1966, 1968, 1970 et 1971

### Divers
- Vainqueur du 800 m à Chartres en 1964

## Records
Records du monde

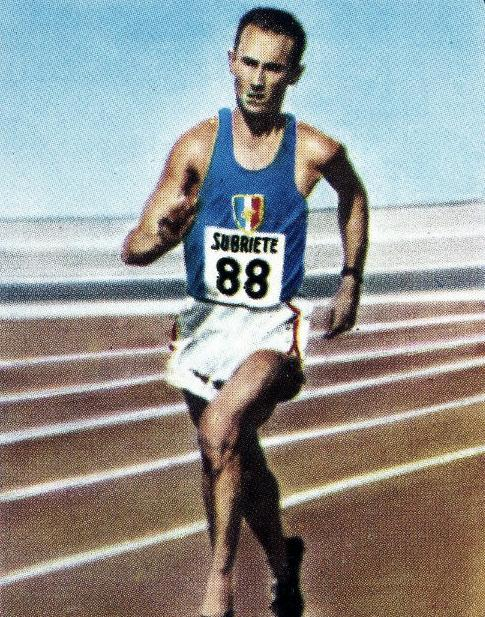
Jean Wadoux, toujours en 1968.

- Relais 4 × 1 500 m : 14 min 49 s 0 en 1965 à Saint-Maur-des-Fossés  avec Michel Jazy, Gérard Vervoort et Claude Nicolas

Records d'Europe
- 1 500 m : 3 min 34 s 0 (1970)
- Relais 4 × 1 500 m : 14 min 49 s 0 (1965)

Records de France
- 1 000 m : 2 min 18 s 6 (1964)
- 1 500 m : 3 min 34 s 0 (1970)
- Relais 4 × 1 500 m : 14 min 49 s 0 (1965)
- Recordman de France junior du 1 500 m en 1961 en 3 min 54 s 1

Ses records personnels sont les suivants :
| Épreuve | Performance   | Lieu     | Date            |
| ------- | ------------- | -------- | --------------- |
| 1 500 m | 3 min 34 s 0  | Colombes | 23 juillet 1970 |
| 5 000 m | 13 min 28 s 0 | Colombes | 8 juillet 1970  |